# 2 км (платформа)
2 кіломе́тр — пасажирський залізничний зупинний пункт Запорізької дирекції Придніпровської залізниці на нелектрифіковній лінії Каховське Море — Енергодар. Розташований у південній частині міста Дніпрорудне Василівського району Запорізької області. Вихід до вулиці Залізничної та автошляху територіального значення територіального значення Т 0817. Поруч із зупинним пунктом  розташована Платформа 42 км.

## Пасажирське сполучення
До повномасштабного російського вторгнення в Україну на платформі 2 км зупинялися приміські поїзди сполученням Запоріжжя — Енергодар. 